# Masaru Učijama
Masaru Učijama (japonsko 内山 勝), japonski nogometaš, * 14. april 1957.
Za japonsko reprezentanco je odigral eno uradno tekmo.